# Central hidroeléctrica Laja
La Central Hidroeléctrica Laja está ubicada en la región de Bío-Bío en Chile, es una central hidroeléctrica de pasada propiedad de GDF Suez que genera 34.4 MW.
A 70 km al sureste de la ciudad de Concepción y próxima al Puente Perales (cercano a la intersección de la ruta Q-90 con el camino Q-20), la central entrega energía al equivalente de aproximadamente 220.000 personas (su energía media anual será de 160-170 GWh). Además, cuenta con la peculiaridad de que fue desarrollada bajo el Mecanismo de desarrollo limpio (MDL)

## Proyecto
- Se generan 34,4 MW de energía a través de una central hidroeléctrica, para lo cual se utiliza la fuerza natural de caída del agua desde el embalse para mover las turbinas, las que a su vez generarán la electricidad.
- Su caudal de diseño es de 250 m³/s y tiene una caída neta de 15 m.
- El tiempo estimado de construcción es de dos años y medio. Comenzó en el 2009 y que la puesta en servicio debió haber sido puesto en funcionamiento en mayo del 2012 pero en realidad ocurrió a finales del año 2013.
- Construye Consorcio ME-JJC: Consorcio entre la empresa chilena Más Errázuriz y la peruana JJC, pero es de capitales franceses, de la empresa GDF Suez.

## Impacto Ambiental
- La generación de la CH Laja equivale aproximadamente al consumo base de una ciudad como Los Ángeles, o la totalidad de la energía consumida por los habitantes de ciudades vecinas como Yumbel, Cabrero y Laja. Con ello, se evitará la combustión anual de 29.000 toneladas de petróleo equivalentes a una central térmica.

## Relación con la Comunidad
Como compensaciones a la comunidad en la Resolución de Calificación Ambiental se han llevado a cabo varios proyectos:
- Financiamiento íntegro de la instalación de un cerco metálico de calidad en torno al perímetro de la Escuela. Obra concluida en febrero de 2010.
- Mantenimiento de la Ruta Q-20 en el sector de influencia del proyecto a cargo de un contratista local de Laja, encargado del mantenimiento una vez al mes.
- Instalación por etapa de alumbrado público en el sector de Puente Perales. Se está a la espera del permiso de uso de faja fiscal de Vialidad.
- Obras de canalización de aguas lluvias en algunos callejones. En ejecución desde agosto del presente año a través de un contratista de la Región con vasta experiencia en obras sanitarias.
- Donación de buzos deportivos para todos los alumnos de la Escuela de Puente Perales. Donación de ropa de cama para la agrupación de dueños de pensiones de Puente Perales. Aporte concretado el 27 de agosto del presente año.
- Compra de terreno y habilitación de algunas dependencias anexas para la Sede Social de la comuna. Actualmente se están buscando terrenos que cumplan con las características necesarias.
- Creación de un balneario. Actualmente se está buscando el terreno en el cual implementar la iniciativa. Dentro de los próximos días se entregará a la Municipalidad de Laja el Proyecto General.
- Financiamiento de baños y duchas para la Escuela de Puente Perales, más una nueva Sala de Profesores y de Atención de Apoderados. Se dará inicio a los trabajo dentro de septiembre del presente año.